# Cantate voor de inwijding van het Vestlandske kunstindustrimuseum
De Cantate voor de inwijding van het Vestlandske kunstindustrimuseum is een compositie van Johan Halvorsen die verloren is gegaan. Het werk komt voor in de lijsten die de Universiteit van Oslo van zijn werk heeft gefabriceerd. Van het werk zelf is echter niets terug te vinden. Het zou geschreven zijn voor de opening van het Vestlandske kunstindustrimuseum te Bergen op dinsdag 16 maart 1897. Halvorsens vriend Johan Bøgh was initiatiefnemer voor dat museum en in de eerste jaren ook de leider. Johan Bøgh was tevens schrijver en zou de tekst bij deze cantate hebben geschreven.